# Jan Burgers
Johannes "Jan" Martinus Burgers (Arnhem, 13 de enero de 1895-Washington D. C., 7 de junio de 1981) fue un físico neerlandés. Es conocido por la ecuación de Burgers, el vector de Burgers en teoría de dislocaciones y el material de Burgers en viscoelasticidad.

## Biografía

### Primeros años
Nació en Arnhem, Países Bajos. Allí asistió tanto a la escuela primaria como a la secundaria. Asistió a la Universidad de Leiden desde 1914 hasta 1917 donde fue alumno de Paul Ehrenfest. Obtuvo un doctorado en ciencias físicas y matemáticas en 1918. Su tesis llevó por título Het Atomommodel van Rutherford-Bohr (El modelo del átomo según Rutherford y Bohr).

### Carrera
Obtuvo su primer puesto después de terminar sus estudios de posgrado como conservador en el Laboratorio de Física de la Fundación Teyler. Desde septiembre de 1918 hasta octubre de 1955, se desempeñó como profesor de aerodinámica e hidrodinámica en la Universidad Técnica de Delft. También fue secretario del departamento de ingeniería mecánica y construcción naval de 1921 a 1924 y más tarde presidente del departamento entre 1929 y 1931. También trabajó con científicos como Theodore von Kármán, L. Prandt, R. von Mises, G. I. Taylor y W. F. Durand, y Paul Ehrenfest. Investigó sobre la dinámica de fluidos, trabajó en la teoría de la turbulencia y exploró lo que llegó a conocerse como la ecuación de Burgers. También estudió cristalografía con su hermano Willy Gerard Burgers.
Fue uno de los cofundadores de la Unión Internacional de Mecánica Teórica y Aplicada (IUTAM) en 1946, y fue su secretario general desde 1946 hasta 1952.En 1931 se convirtió en miembro de la Real Academia de Artes y Ciencias de los Países Bajos y en 1955 se convirtió en miembro extranjero.
Junto a su esposa, Anna, emigró a Estados Unidos en 1955, donde aceptó un puesto de profesor de investigación en el Instituto de Dinámica de Fluidos y Matemáticas Aplicadas (ahora Instituto de Ciencias Físicas y Tecnología) de la Universidad de Maryland. Continuó su interés en la dinámica de fluidos mientras estaba en la Universidad de Maryland y fue reconocido por sus estudios en dinámica de gases, física del plasma, ondas de choque y fenómenos relacionados. Se retiró de la Universidad de Maryland en 1965.

## Otras lecturas
- Nieuwstadt, F.T.M.; Steketee, J.A., eds. (1995). Selected Papers of J.M. Burgers. Kluwer Academic Publishers. ISBN 0-7923-3265-2.

- Datos: Q1384942